# جيردي فيربيت
جيراردينا أليدا «جيردي» فيربيت (بالهولندية: Gerardina Alida "Gerdi" Verbeet) هي سياسية هولندية من حزب العمل ولدت في يوم 18 أبريل 1951 في مدينة أمستردام. درست الأدب الهولندي وأصبحت معلمة. أنتخبت كعضوة في مجلس النواب الهولندي في سنة 2002 وخدمت في المجلس حتى سنة 2012. خدمت أيضاً كزعيمة لمجلس النواب من سنة 2006 إلى سنة 2012.